# Bogdan Șandru
Bogdan Andrei Șandru (sinh ngày 4 tháng 7 năm 1989) là một cầu thủ bóng đá người România thi đấu cho Dunărea Călărași ở vị trí hậu vệ.